# ترورو (کشتی)
ترورو (کشتی) (به انگلیسی: Truro (ship)) یک کشتی است.